# Guamatela tuerckheimii
Guamatela tuerckheimii Donn.Sm. è una pianta angiosperma dell'ordine Crossosomatales. È l'unica specie nota del genere Guamatela Donn.Sm. e della famiglia Guamatelaceae S.H.Oh & D.Potter.

## Distribuzione e habitat
Questa specie è diffusa in Messico (Oaxaca, Chiapas), Guatemala e Honduras.

## Tassonomia
Il genere Guamatela era precedentemente incluso nella famiglia delle Rosaceae, prima che l'Angiosperm Phylogeny Group lo collocasse nella famiglia Guamatelaceae nel 2009.